# Unter der Winterstaude
Unter der Winterstaude este o arie protejată (arie specială de conservare — SAC, sit de importanță comunitară — SCI) din Austria întinsă pe o suprafață de 25,8 ha, integral pe uscat.

## Localizare
Centrul sitului Unter der Winterstaude este situat la coordonatele 47°24′03″N 9°59′33″E / 47.4007°N 9.9925°E.

## Înființare
Situl Unter der Winterstaude a fost declarat sit de importanță comunitară în decembrie 2015 pentru a proteja un număr necunoscut de specii din flora spontană și fauna sălbatică aflate în arealul zonei. Situl a fost protejat și ca arie specială de conservare în mai 2022.

## Biodiversitate
Situată în ecoregiunea alpină, aria protejată conține 2 habitate naturale: Păduri de fag subalpine medio-europene cu Acer și Rumex arifolius, Păduri pe pante, grohotișuri și ravene de Tilio-Acerion.
La baza desemnării sitului se află un număr nedeclarat de specii protejate.
Pe lângă speciile protejate, pe teritoriul sitului au mai fost identificate 1 specie de plante, 1 specie de amfibieni.